# 宇宙虫
『宇宙虫』（うちゅうむし）は、水木しげるによる日本の漫画作品、並びに作中に登場する虫の名前。初出は『別冊少年キング』（少年画報社）1965年11月1日号。

## 概要
宇宙から来た虫が短期間で人類の文明に追いついてしまう物語。水木にとっては『週刊少年マガジン』に次ぐ少年誌での作品となり、以降『少年キング』誌上で幾つかの読み切りや連載作品を掲載するようになる。
本作品は1964年の貸本漫画『深雪物語』の一エピソード「宇宙虫の卵」をリメイクした作品である。『深雪物語』は竹取物語をモチーフにした時代物であり、作中で姫が男達に与える数々の難題の一つが宇宙虫を育てる事だったが、本作『宇宙虫』では現代を舞台に、平凡な少年が宇宙虫を偶然見つけるという展開になっている。
また、本作は『週刊ポスト』特大号（1970年2月27日発行、小学館）に改稿版が掲載された。物語の筋は同じだが大幅に加筆されており、現在『宇宙虫』として短編集に収録されているのは改稿版の方である。
ゲゲゲの鬼太郎のアニメ第3作第93話「進化妖怪かぶそ」は宇宙虫のエピソードを応用している。

## あらすじ
アメリカの宇宙飛行士たちが月に行った時、宇宙虫が飛行士にタマゴを産みつけていた。そのタマゴは回り回って凡太という少年の下へ行き着き、やがて2匹の虫が生まれる。凡太はその虫を飼おうとするが、親に反対されたため人目のつかない池の小島に虫を放す。
それから1月後、凡太は池に様子を見に行くと、繁殖して進化を遂げた虫が道具を使ってトンボやボウフラを狩猟する姿があった。数日後には鉱物を掘り製鉄を行い、さらに1月後にはミニチュアの様なビルや戦艦ができていた。危険を察した凡太の父が偵察に行くと、池の付近で原爆の実験まで始めていた。
そして、最後にはロケットを作り、自分たちの故郷へ帰って行った。宇宙虫は人類が何億年も掛かった進化を、わずか数ヶ月で成し遂げたのだった。

## 書誌情報
『宇宙虫』が収録されている短編集。比較的、最近の刊行物のみ記載。（一部、絶版含む）
- 『幻想世界への旅』（ちくま文庫、1995年7月、ISBN 4-480-03063-8）
- 『水木しげる ビッグ作家究極の短編集』（小学館、1997年11月、ISBN 4-09-183883-9）
- 『水木しげるホラー劇場』（集英社ホームリミックス、2007年6月、ISBN 978-4-8342-4255-3）
- 『水木しげる 超1000ページ(上)』（INFASパブリケーションズ、2009年9月、ISBN 978-4-900785-94-6）
- 『水木しげる ビッグ作家究極の短編集』（小学館、2013年1月、ISBN 978-4-09-185076-8）
- 『ぽけっとまん 他』（講談社〈水木しげる漫画大全集〉、2014年7月、ISBN 978-4-06-377517-4）

## 参考書籍
- 山口信二『水木しげる貸本漫画のすべて』YMブックス、2007年5月。ISBN 978-4-903548-08-1。